# Marie von Zay
Marie von Zay (geb. von Calisch; * 23. Februar 1779 in Tóth-Próna in Ungarn; † 1. April 1842 in Sopron) war eine aus Ungarn stammende Schriftstellerin und Dramatikerin.
Sie war auch bekannt als Marie Elisabeth Helene Gräfin oder Freiin von Csömör und schrieb teilweise unter den Pseudonymen Marie oder Maria.

## Leben
Sie war die Tochter des Freiherrn Johann von Calisch und der Ungarin Johanna (geb. Prónay). Beide Eltern bekannten sich zur evangelisch-lutherischen Konfession.
Maries Lehrer waren Johann Genersich und Johann Wächter. 1796 heiratet sie den österreichischen Kammerherrn Emmerich Freiherr (später Graf) Zay. Marie hatte einen Sohn namens Karl, der 1798 geboren wurde.
Im Freundeskreis des Paares waren unter anderem Therese von Artner, Marianne Neumann von Meißenthal, Carolin Pichler, August von Steigentsch und Franz Grillparzer.
Marie sprach Ungarisch, Deutsch und Französisch. Sie interessierte sich für die Medizin, den Magnetismus und die damalige Homöopathie. 1813 begann sie ihre schriftstellerische Tätigkeit.

## Werke
- Die dankbare Tochter (ungedrucktes Drama)
- Die Seereise. Eine Geschichte in Briefen, in: Wiener Zeitschrift 4. Juni 1818
- Aphorismen, in: Wiener Zeitschrift 1818.
- Feierstunden von Marie von ***. Pest: Hartlebens 1820 enthält: 1. Die Prise Taback, 2. Ivan und Ilena, 3. Opfer und Lohn
- Die unsichtbaren Liebhaber auf der Probe. Ein Lustspiel in einem Aufzuge, in: Lustspiele von Marie von ***. Pesth: Hartleben 1820, S. 285–328.
- Lustspiele von Marie von ***. Pest: Hartleben 1820. enthält:
  1. Die drollige Withwe. Ein Lustspiel in zwei Akten. Nach einer historischen Anekdote.
  2. Der Schooßhund. Ein Lustspiel in zwei Aufzügen.
  3. Die geheilte Eifersucht. Ein Lustspiel in zwei Akten.
  4. Das Bild, oder die seltsame Geliebte. Ein Lustspiel in drei Aufzügen. Nach einer französischen Erzählung frei bearbeitet (die die Verfasserin im Sommer 1812 im „Journal des Dames et des Modes“ las)
  5. Die unsichtbaren Liebhaber auf der Probe. Ein Lustspiel in einem Aufzuge.
- Erzählungen von Marie Freiin von Zay. Brünn: Traßler 1823. enthält: 1. Wie die Saat, so die Ernte, 2. Vergehen und Sühne, 3. Die Grabesbraut
- Neue Erzählungen. Wien: Pichler 1830 enthält: 1. Die Bergfahrt, 2. Der steinerne Eremit, 3. Der Liebe ist nicht unmöglich, 4. Böse Wege, böses Ziel, 5. Das Großmütterchen